# Mae Klong
O Mae Klong (em tailandês: แม่น้ำแม่กลอง, RTGS: Maenam Mae Klong), às vezes grafado como Meklong, é um rio no oeste da Tailândia. O rio nasce na província de Kanchanaburi e atravessa a província de Ratchaburi e a província de Samut Songkhram.

## Curso do rio
A origem do rio está na cidade de Kanchanaburi, na confluência dos rios Khwae Noi [en] (Khwae Sai Yok) e Khwae Yai [en] (Khwae Si Sawat), que têm suas nascentes no lado leste dos Montes Tenasserim. Ele flui aproximadamente para sudeste e sul, muitas vezes formando meandros em uma ampla planície de inundação. O rio passa pelas cidades de Ban Pong [en] e Ratchaburi, na província de Ratchaburi. Finalmente, termina em um delta pantanoso na cidade de Samut Songkhram e deságua na costa noroeste da Baía de Bangkok, no Golfo da Tailândia. O principal reservatório do rio é formado pela represa Mae Klong [en].

## Ambiente
A bacia do rio Mae Klong tem um clima tropical de savana e está sujeita a dois grandes sistemas térmicos, as monções do sudoeste e do nordeste. As monções do sudoeste trazem a umidade do Oceano Índico, começando em maio e atingindo o clímax com chuvas fortes em setembro e outubro. Essas chuvas fortes são complementadas por ciclones vindos do Mar da China Meridional durante os mesmos dois meses. O aumento dos ventos da monção do nordeste põe fim a essas chuvas. Quase 80% da precipitação anual na bacia ocorre no semestre de maio a outubro. A precipitação anual total varia de 1.000 milímetros na costa a 2.400 milímetros nas altitudes mais elevadas. As temperaturas na bacia variam de mínimas de 18 °C a máximas de 38 °C.
Arraias Urogymnus polylepis habitam o rio. Uma morte repentina de quarenta e cinco dessas arraias em setembro de 2016 as ameaçou de extinção local. As autoridades suspeitam que a poluição tenha sido a causa da mortandade. Posteriormente, a mortandade foi atribuída às águas residuais de melaço que vazaram de uma fábrica de açúcar/etanol no distrito de Ban Pong [en], na província de Ratchaburi, em 30 de setembro, e continuou até 7 de outubro. Os altos níveis de amônia livre mataram os animais. As águas residuais foram reutilizadas pelas fazendas e não foram despejadas no meio ambiente. O Departamento de Controle de Poluição estava considerando processar a Rajburi Ethanol Co por permitir o vazamento de águas residuais de melaço.